# Scheiblingstein (Ybbstaler Alpen)
Der Scheiblingstein ist ein 1622 m ü. A. hoher Berg in den Ybbstaler Alpen in Niederösterreich.
Der Berg liegt südöstlich des Lunzer Sees und bildet zusammen mit seinem im Norden gelegenen Nebengipfel Scheibe (1602 m ü. A.) den nördlichen Ausläufer des Dürrensteins.